# Calyptothecium acostatum
Calyptothecium acostatum är en bladmossart som beskrevs av Luo Jian-xin 1983. Calyptothecium acostatum ingår i släktet Calyptothecium och familjen Pterobryaceae. Inga underarter finns listade i Catalogue of Life.